# КК Истанбул ББ
КК Истанбул ББ (тур. İstanbul Büyükşehir Belediyespor Basketbol Takımı) је турски кошаркашки клуб из Истанбула. У сезони 2017/18. такмичи се у Првој лиги Турске.

## Историја
Клуб је основан 1990. године, а у сезони 2014/15. по први пут је заиграо у највишем рангу.

## Учинак у претходним сезонама
| Сез.     | Првенство Турске | Куп Турске  | Европско такмичење                  |
| -------- | ---------------- | ----------- | ----------------------------------- |
| 2014/15. | 12. место        | Групна фаза | —                                   |
| 2015/16. | 13. место        | —           | —                                   |
| 2016/17. | 10. место        | —           | —                                   |
| 2017/18. | 11. место        | —           | ФИБА Куп Европе — Друга групна фаза |
| 2018/19. | 13. место        | —           | ФИБА Куп Европе — Прва групна фаза  |

## Познатији играчи
- Малком Армстед
- Саша Вујачић
- Ђорђе Гагић
- Јака Клобучар
- Драган Лабовић
- Дамир Маркота
- Зак Рајт
- Душан Чантекин